# Gene Cole
Gene Cole, född 18 december 1928 i New Lexington i Ohio, död 11 januari 2018, var en amerikansk friidrottare.
Cole blev olympisk silvermedaljör på 4 x 400 meter vid sommarspelen 1952 i Helsingfors.